# Бланд (Мисури)
Бланд (енгл. Bland) град је у америчкој савезној држави Мисури.

## Демографија
По попису из 2010. године број становника је 539, што је 26 (-4,6%) становника мање него 2000. године.
| Група             | 2000.       | 2010.       |
| Белци             | 553 (97,9%) | 526 (97,6%) |
| Афроамериканци    | 1 (0,2%)    | 0 (0,0%)    |
| Азијати           | 0 (0,0%)    | 3 (0,6%)    |
| Хиспаноамериканци | 0 (0,0%)    | 3 (0,6%)    |
| Укупно            | 565         | 539         |